# Лампедуза мальтійська
Лампедуза мальтійська (Lampedusa melitensis) — вид наземних черевоногих молюсків з родини Clausiliidae.

## Поширення
Ендемік Мальти. Поширений лише в єдиному місці — на скелях Рдум таль-Мадлієна неподалік села Дінглі на заході острова Мальта. Вид обмежений кількома великими валунами, що лежать на глинистих схилах біля підніжжя відкосу морських скель. Ці валуни відокремилися від краю скелі, що лежить вище, і утворюють «острівці» карстових скель, оточені глинистими та некарстовими степами.

## Опис
Молюск завдовжки від 12 до 18 мм і від 3,2 до 4,8 мм в ширину. Раковина світлого кольору, сіро-жовтувата, ребриста. Має від восьми до одинадцяти завитків. Отвір трохи виступає. Колумелла майже повністю знаходиться всередині, ледве помітна в перпендикулярному розрізі. Як і інші Clausilioidea, цей вид не має кришки, але має рухливе лезо, clausilium, яке займає його місце. Lampedusa melitensis відрізняється від Lampedusa imitatrix значно меншою колумелою, відсутністю basalis і меншим clausilium.